# Sjuniško kraljestvo
Sjuniško kraljestvo (armensko Սյունիքի թագաորություն, Sjuniki tagaorutjun), znano tudi kot Kraljestvo Baghk in včasih kot Kapansko kraljestvo, je bilo neodvisno srednjeveško armensko kraljestvo na ozemlju Sjunika, Arcaha (današni Gorski Karabah) in Gegarkunika. Glavno mesto kraljestva je bilo mesto Kapan. Vladala mu je lokalna Sjuniška dinastija. Obstajalo je od leta 987 do 1170, potem pa se je, tako kot druga armenska kraljestva (Vaspurakan, Vanand, Tašir-Dzoraget, Bagratidska Armenija), zlilo v Veliko Armenijo.  